# Рин (Пољска)
Рин (пољ. Ryn) град је у Пољској у Војводству варминско-мазурском. По подацима из 2012. године број становника у месту је био 2948.

## Становништво
| 2012. |
| ----- |
| 2.948 |